# Johnny Pacar
John Edward Păcuraru (6 de junio de 1981), más conocido como Johnny Pacar, es un actor de cine y televisión norteamericano originario de la localidad de Dearborn, Míchigan, Estados Unidos. Una de sus interpretaciones más conocidas se produjo en la serie televisiva Rescate vuelo 29 (Vuelo 29 perdidos en España) en el papel de Cody Jackson.

## Biografía
Desde muy pequeño destacó como jugador de hockey sobre hielo. Empezó a practicar este deporte a la tierna edad de 7 años y siempre tuvo el sueño de jugar en la NHL. Durante su adolescencia tuvo inquietudes musicales que le llevaron a formar diversos grupos de punk rock, estilo que entonces era su mayor influencia. Poco después entró en el grupo de teatro, donde destacó ostensiblemente. Se graduó en el Instituto Wayne Memorial en 1999 y se trasladó desde Míchigan hasta Los Ángeles en mayo de 2001. 
Dos meses después de haberse mudado a Los Ángeles, Johnny contrató a un agente y rodó un anuncio de difusión nacional y formó parte del reparto de la película Purgatory house (2004). También consiguió papeles como invitado en series como Tru calling, Judging Amy, Medium o CSI: Miami, además de protagonizar la película de Disney Channel Now you see it..., Flight 29 Down...
Pacar interpretó al personaje Damon Young en la serie de la cadena ABC Make it or break it y participó en el videoclip de la canción Perfect, del grupo Simple Plan. Por su interpretación en Love Hurts ganó el premio al mejor actor secundario en el Festival de Cine de Orlando.

## Filmografía
- The Remaining (2014)....Tommy
- Love Hurts (2009)....Justin
- Make It or Break It (2009-2010).... Damon Young
- Front of the class  (2008) .... Jeff Cohen
- Wild Child (2008) .... Roddy
- Eli Stone (2008) .... 1 capítulo
- Rescate vuelo 29 (2005) Serie TV .... Cody Jackson
- Medium (2005)
- Now You See It... (2005) .... Danny Sinclair
- Flight 29 Down (2005)
- Combustión (2004) .... Jesse Harper
- Little Black Book (2004) .... Jamal
- George López (2004) Episodio TV .... Noah
- American Dreams (2003) (2004)
- Purgatory House (2004) .... Sam
- Simple Plan video - Perfect (2004) .... Sad boy
- Tru Calling (2003)  .... Adam Whitman
- Boston Public (2003)
- Judging Amy (2002)

También participación en : Apocalipsis Zombie